# یانوش کولکا
یانوش کولکا (مجاری: Kulka János؛ زادهٔ ۱۱ نوامبر ۱۹۵۸) یک هنرپیشه اهل مجارستان و برندهٔ جوایزی همچون جایزه کشوت و یسائی ماری است. او عضویت جامعهٔ جاودانگان را دارد.

## پیشینهٔ حرفه‌ای
نقش دکتر ماگنهِیم، پزشک اورژانس در مجموعهٔ تلویزیونی همسایه‌ها بین ‎۱۹۸۷–۱۹۹۹‎ یکی از محبوب‌ترین نقش‌های کولکا در مجارستان است. او علاوه بر بازیگری صحنه، صداپیشه برجسته‌ای نیز بود. وی در سریال تلویزیونی هم‌طلاقان هم نقش‌آفرینی نمود.

## فیلم‌شناسی
| سال  | عنوان                  | نقش |
| ---- | ---------------------- | --- |
| ۱۹۹۹ | نور خورشید             |     |
| ۲۰۰۳ | کنترل                  |     |
| ۲۰۰۸ | آفتاب‌پرست              |     |
| ۲۰۱۱ | آزمون                  |     |
| ۲۰۱۴ | The Ambassador to Bern |     |
| ۲۰۱۵ | اراذل                  |     |

## زندگی خصوصی
در سال ۲۰۱۳ وی همجنسگرا بودنش را تأیید کرد.
کولکا در آوریل ۲۰۱۶ دچار سکتهٔ مغزیی شدید و به دنبال آن زبان‌پریشی شد، به‌طوریکه اجرای تئاتر برای وی ناممکن و گفتارش از کار افتاد. در نتیجهٔ این بیماری او زبان انگلیسی و فرانسه را کاملاً فراموش کرد. پس از عمل جراحی با کمک گفتاردرمانی توانست گفتار خود را تا حدی بازیابد. او که از زبان‌پریشی رنج می‌برد، از آن زمان تلاش می‌کند تا آگاهی از این اختلال را افزایش دهد.